# U–1232
Az U–1232 tengeralattjárót a német haditengerészet rendelte a hamburgi Deutsche Werft AG-től 1941. október 14-én. A hajót 1944. március 8-án vették hadrendbe. Egy járőrutat tett, ezen négy hajót süllyesztett el.

## Pályafutása
Az U–1232 első és egyetlen harci küldetésére Kurt Dobratz kapitány irányításával 1944. november 10-én futott ki Hortenből. Az Atlanti-óceánt az északi részén szelte át, majd Új-Skócia előtt cserkészett. 1945. január 4-én megtámadta az SH–194-es konvojt. Megtorpedózta a kanadai Nipiwan Parkot, amely csak megrongálódott, de eljutott a hazai kikötőbe, illetve elsüllyesztette a norvég Polarlandet. A tengeralattjáró január 14-én a BX–141-es konvoj három hajóját elsüllyesztette. 1945. február 14-én ért vissza Európából. Áprilisban kivonták a hadrendből.

## Kapitányok
| Név          | Kezdőnap         | Zárónap           |
| ------------ | ---------------- | ----------------- |
| Kurt Dobratz | 1944. május 8.   | 1945. március 31. |
| Götz Roth    | 1945. április 1. | 1945. április 27. |

## Őrjárat
| Indulás | Indulónap          | Érkezés  | Zárónap           |
| ------- | ------------------ | -------- | ----------------- |
| Horten  | 1944. november 10. | Marviken | 1945. február 14. |

## Elsüllyesztett és megrongált hajók
| Dátum            | Hajó neve        | Nemzetisége        | Brt  | Konvoj |
| ---------------- | ---------------- | ------------------ | ---- | ------ |
| 1945. január 4.  | Nipiwan Park*    | Kanada             | 2373 | SH–194 |
| 1945. január 4.  | Polarland        | Norvégia           | 1591 | SH–194 |
| 1945. január 14. | Athelviking      | Egyesült Királyság | 8779 | BX–141 |
| 1945. január 14. | British Freedom  | Egyesült Királyság | 6985 | BX–141 |
| 1945. január 14. | Martin Van Buren | Egyesült Államok   | 7176 | BX–141 |

* A hajó nem süllyedt el, csak megrongálódott